# Ракия
Ра́кия (алб. raki, болг. ракѝя, босн. , словен. и хорв. rakija, рум. rachiu, серб. , макед. и черног. ракија) — балканский крепкий алкогольный напиток (бренди), получаемый дистилляцией ферментированных фруктов.
В других источниках написано что Рака ж. (раки) — на Востоке название напитка арак, и первая и вонючая выгонка вина из затора, погон. Местами в Новороссии водку называли раки́ца.

## Общая характеристика
Обычная крепость 40 %, но домашняя ракия может быть более крепкой — от 50 до 60 %. Ракия двойной дистилляции называется «препеченица» (препеченица, prepečenica) или «препек» (препек, prepek). Её крепость иногда превышает 60 %.
Ракию можно рассматривать как традиционный национальный напиток южно-славянских народов и румын: она популярна в Боснии и Герцеговине, Болгарии, Хорватии, Черногории, Северной Македонии, Сербии, Словении, Румынии, Молдавии и Крите.
Очень распространена сливовица, изготавливаемая из слив. В числе других используемых фруктов — виноград, персики, абрикосы, яблоки, груши, черешни, инжир, шелковица, можжевельник и айва. Существует также и ракия, в состав которой входят различные фрукты.
Сливовая и виноградная ракии иногда смешиваются после дистилляции с другими ингредиентами, такими, как травы, анис, мёд, вишня и орехи. Основное отличие от водки — выдержка продукта дистилляции в дубовых бочках, что свойственно для бренди (коньяка).
В 2007 году сербская ракия под названием «сербская ракия сливовица» получила сертификат ЕС, тем самым став первым защищённым продуктом Сербии, который имеет географическое происхождение.

## Типы ракии
| Фрукты                 | в странах бывшей Югославии | в Болгарии                                        |
| Основные типы          | Основные типы | Основные типы                                     |
| ---------------------- | --- | ------------------------------------------------- |
| сливы                  | хорв. и босн. šljivovica, серб. шљивовица (шливовица) | сливова сливовица шльокавица (шлёкавица) джанкова |
| виноград               | хорв. и босн. lozovača, серб. , макед. и черног. лозовача, хорв. и босн. loza, серб. , черног. и макед. лоза, хорв. и босн. lozova, серб. , черног. и макед. лозова | гроздова гроздовица грозданка мускатова           |
| виноградный жмых (kom) | хорв. и босн. komovica, серб. , черног. и макед. комовица, хорв. и босн. komova, серб. , черног. и макед. комова                                                    | джиброва джибровица                               |
| абрикосы               | хорв. и босн. kajsijevača, серб. , черног. и макед. кајсијевача (кайсиевача)                                                                                        | кайсиева                                          |
| груши                  | kruškovača, крушковача / vilijamovka, вилијамовка (вилиямовка) | крушева                                           |
| яблоки                 | jabukovača, јабуковача (ябуковача) | ябълкова (ябылкова)                               |
| айва                   | dunjevača, дуњевача (дуневача) | дюлева                                            |
| инжир                  | smokvovača, смоквовача | смокинова                                         |
| черешня                | trešnjevača, трешњевача (трешневача) | черешова                                          |
| фрукты                 | - | плодова                                           |
| С добавками            | |                                                   |
| с травами              | travarica, траварица / trava, трава / travarica, траварица | билкова                                           |
| с анисом               | mastika, мастика | анасонлийка                                       |
| с орехами              | orahovača, ораховача / orahovica, ораховица | -                                                 |
| с мёдом                | medovača, медовача / medenica, меденица | -                                                 |
| с вишней               | višnjevac, вишњевац (вишневац) / višnjevača, вишњевача (вишневача)                                                                                                  | -                                                 |
| с можжевельником       | klekovača, клековача | -                                                 |

## Ракия в Болгарии
В Болгарии популярностью пользуется гроздовица (грозданка) — ракия из винограда. В горных и бедных фруктовыми насаждениями районах фруктовой основой для ракии служат дикий кизил или груша. Кизиловая ракия отличается особо тонким ароматом и мягкостью.
Зимой болгары любят пить горячую ракию, приправленную карамелью, апельсиновой цедрой и гвоздикой или корицей. Для этой цели ещё в начале XIX века были изобретены специальные медные сосуды с длинными рукоятками для нагревания на открытом огне. Горячая ракия — обязательная принадлежность всех зимних праздников в Болгарии.
В ракию, изготовленную из различных фруктов, можно добавлять необходимое количество сахара. Но для придания ей приятного аромата и вкуса в сусло перед перегонкой добавляют виноградное вино. Хорошая ракия, как считают болгары, должна течь медленно, как мёд, но не должна пахнуть ни сажей, ни дымом.